# Buntești
Buntești est une commune roumaine du județ de Bihor, en Transylvanie, dans la région historique de la Crișana et dans la région de développement Nord-Ouest.

## Géographie
La commune de Buntești est située dans le sud-est du județ, dans la vallée de Beiuș et les Monts Bihor (partie des Monts Apuseni), à 18 km au sud-est de Beiuș et à 80 km au sud-est d'Oradea, le chef-lieu du județ.
La municipalité est composée des neuf villages suivants, nom hongrois, (population en 2002) :
- Brădet, Biharfenyves (721) ;
- Buntești, Bontesd (573), siège de la commune ;
- Dumbrăveni, Dombrovány (333) ;
- Ferice, Fericse (550) ;
- Lelești, Lelesd (492) ;
- Poienii de Jos, Alsópojény (630) ;
- Poienii de Sus, Felsőpojény (701) ;
- Săud, Szód (462) ;
- Stâncești, Kisbékafalva (295).

## Histoire
La première mention écrite du village de Buntești date de 1588 sous le nom de Buntafalva.
La commune, qui appartenait au royaume de Hongrie, en a donc suivi l'histoire.
Après le compromis de 1867 entre Autrichiens et Hongrois de l'empire d'Autriche, la principauté de Transylvanie disparaît et, en 1876, le royaume de Hongrie est partagé en comitats. Buntești intègre le comitat de Bihar (Bihar vármegye).
À la fin de la Première Guerre mondiale, l'Empire austro-hongrois disparaît et la commune rejoint la Grande Roumanie au traité de Trianon.
En 1940, à la suite du deuxième arbitrage de Vienne et contrairement à la majeure partie du județ, la commune reste sous souveraineté roumaine.

## Politique
| Période                                  | Période  | Identité    | Étiquette     | Qualité |
| ---------------------------------------- | -------- | ----------- | ------------- | ------- |
| Les données manquantes sont à compléter. |          |             |               |         |
| 2000                                     | En cours | Sorin Degău | PDL, puis PNL |         |

| Parti | Parti                                      | Sièges |
| ----- | ------------------------------------------ | ------ |
|       | Parti national libéral (PNL)               | 8      |
|       | Parti social-démocrate (PSD)               | 3      |
|       | Alliance des libéraux et démocrates (ALDE) | 2      |

## Religions
En 2002, la composition religieuse de la commune était la suivante :
- Chrétiens orthodoxes, 87,05 % ;
- Pentecôtistes, 12,33 % ;
- Baptistes, 0,46 %.

## Démographie
En 1910, à l'époque austro-hongroise, la commune comptait 5 064 Roumains (98,62 %), 64 Hongrois (1,25 %) et 7 Allemands (0,14 %),.
En 1930, on dénombrait 5 405 Roumains (99,45 %) et 27 Juifs (0,50 %).
En 1956, après la Seconde Guerre mondiale, 5 728 Roumains (99,86 %) côtoyaient 7 Hongrois (0,12 %).
En 2002, la commune comptait 4 755 Roumains (99,95 %) et 2 Hongrois (0,04 %). On comptait à cette date 1 410 ménages.
| 1880  | 1890  | 1900  | 1910  | 1920  | 1930  | 1941  | 1956  | 1966  |
| ----- | ----- | ----- | ----- | ----- | ----- | ----- | ----- | ----- |
| 3 769 | 4 123 | 4 507 | 5 135 | 4 992 | 5 435 | 5 397 | 5 736 | 5 062 |

| 1977  | 1992  | 2002  | 2007  | - | - | - | - | - |
| ----- | ----- | ----- | ----- | - | - | - | - | - |
| 5 351 | 5 054 | 4 757 | 4 694 | - | - | - | - | - |

## Économie
L'économie de la commune repose sur l'agriculture, l'exploitation des forêts et le tourisme.

## Communications

### Routes
Buntești est située sur la route régionale DJ736 qui rejoint la DN76 Oradea-Deva et permet de rejoindre Beiuș et Ștei.

## Lieux et monuments
- Buntești, église orthodoxe datant de 1909[7] ;
- Brădet, église orthodoxe en bois St Jean le Théologue (Sf. Ioan Teologul), datant de 1733, classée monument historique[7] ;
- Dumbrăveni, église orthodoxe en bois de la Transfiguration (Schimbarea la Față), datant de 1752, classée monument historique[7] ;
- Săud, église orthodoxe datant de 1908[7] ;
- Stâncești, église orthodoxe en bois St Jean Bouche d'Or (Sf. Ioan Gură de Aur), datant de 1724, classée monument historique[7].

## Galerie

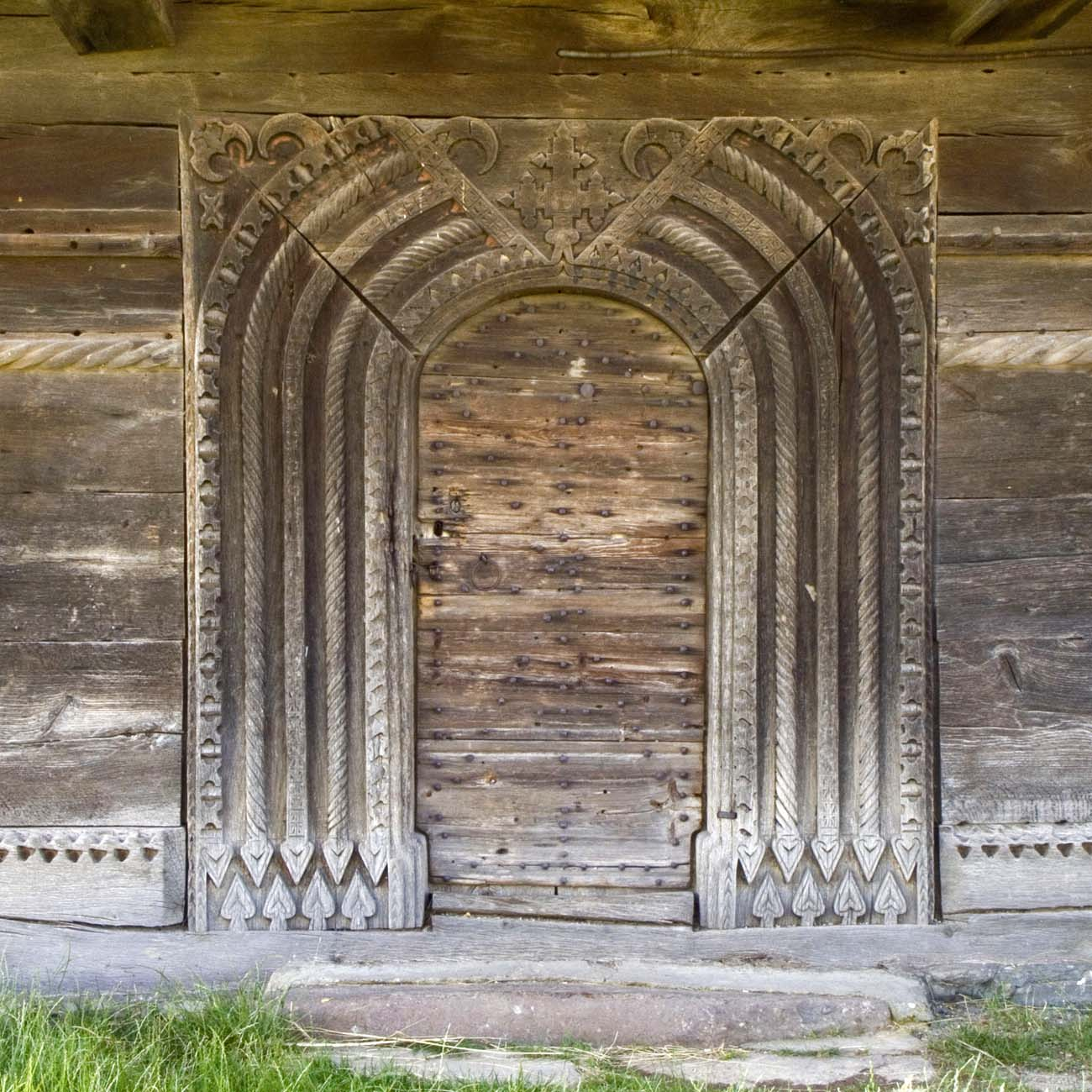
Le portail d'entrée de l'église de Brădet
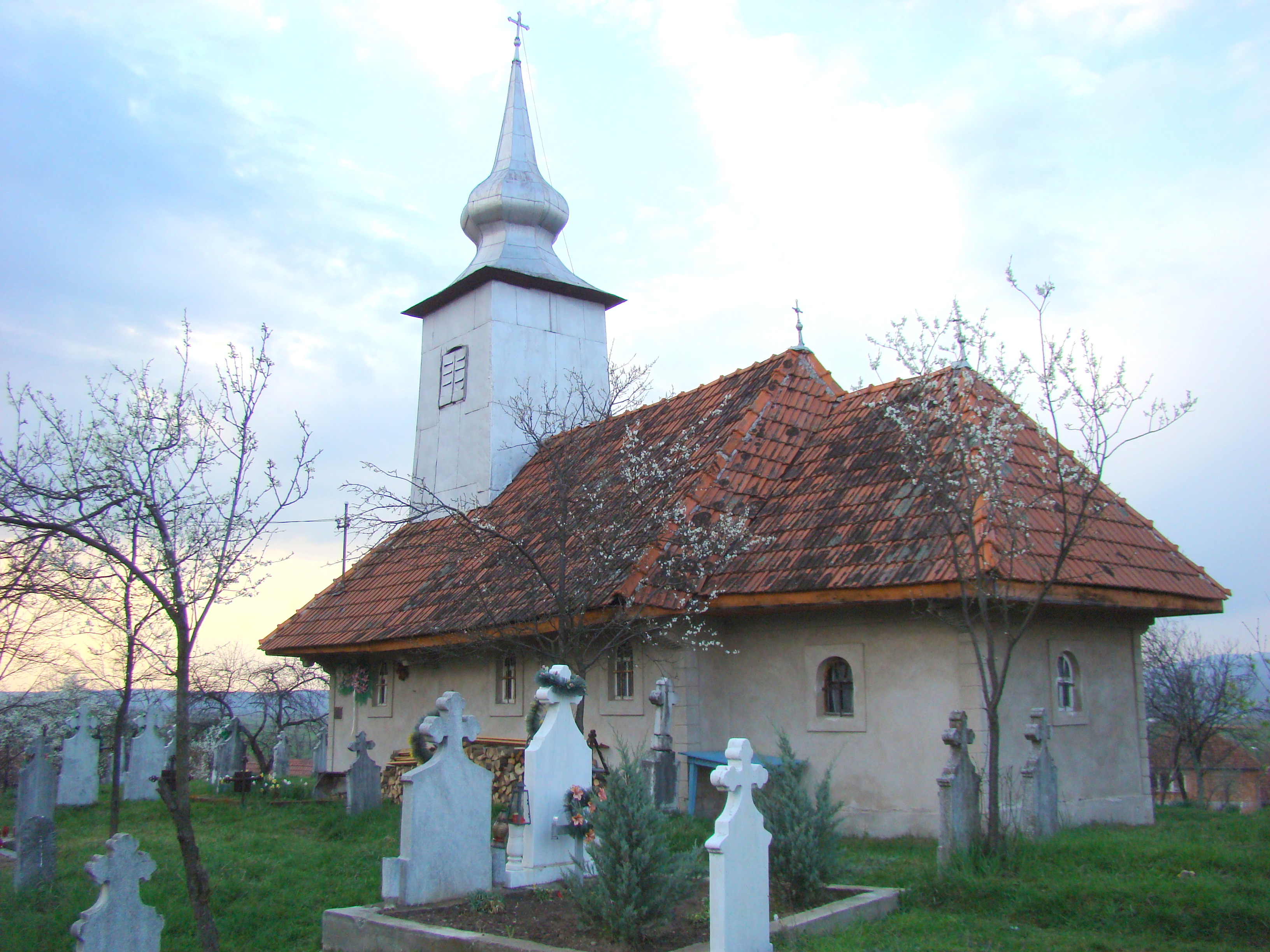
L'église de Dumbrăveni
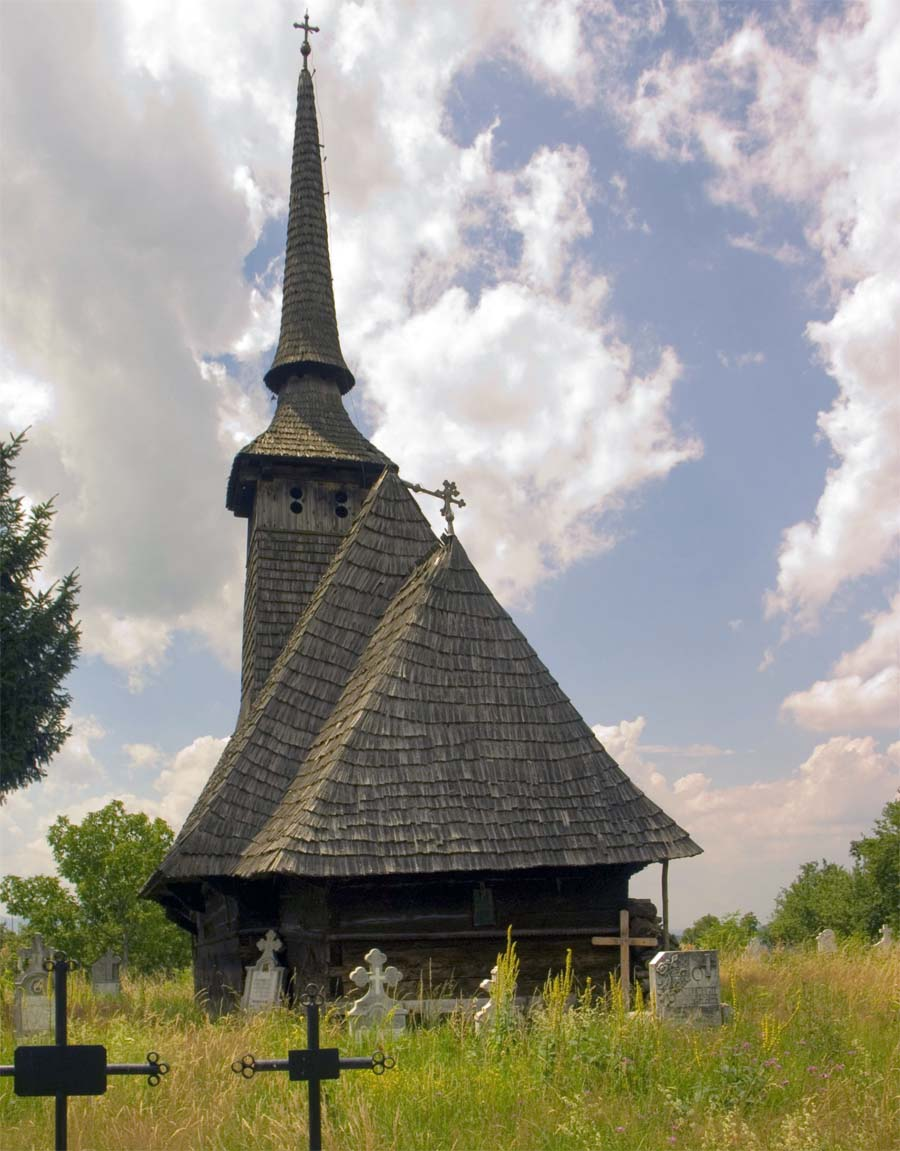
L'église de Stâncești